# Асте Беон
Асте Беон (фр. Aste-Béon) насеље је и општина у југозападној Француској у региону Аквитанија, у департману Атлантски Пиринеји која припада префектури Олорон Сен Мари.
По подацима из 2011. године у општини је живело 290 становника, а густина насељености је износила 15,22 становника/km². Општина се простире на површини од 19 km². Налази се на средњој надморској висини од 530 метара (максималној 1.800 m, а минималној 438 m).

## Демографија
| 1962. | 1968. | 1975. | 1982. | 1990. | 1999. | 2011. |
| ----- | ----- | ----- | ----- | ----- | ----- | ----- |
| 267   | 235   | 196   | 211   | 159   | 231   | 290   |

График промене броја становника у току последњих година